# Kanton Saint-Laurent-du-Maroni
Kanton Saint-Laurent-du-Maroni is een kanton van het Franse departement Frans-Guyana. Kanton Saint-Laurent-du-Maroni maakt deel uit van het arrondissement Saint-Laurent-du-Maroni en telt 34.149 inwoners (2007).

## Gemeenten
Het kanton Saint-Laurent-du-Maroni omvat de volgende gemeente:
- Saint-Laurent-du-Maroni